# Iz the Wiz

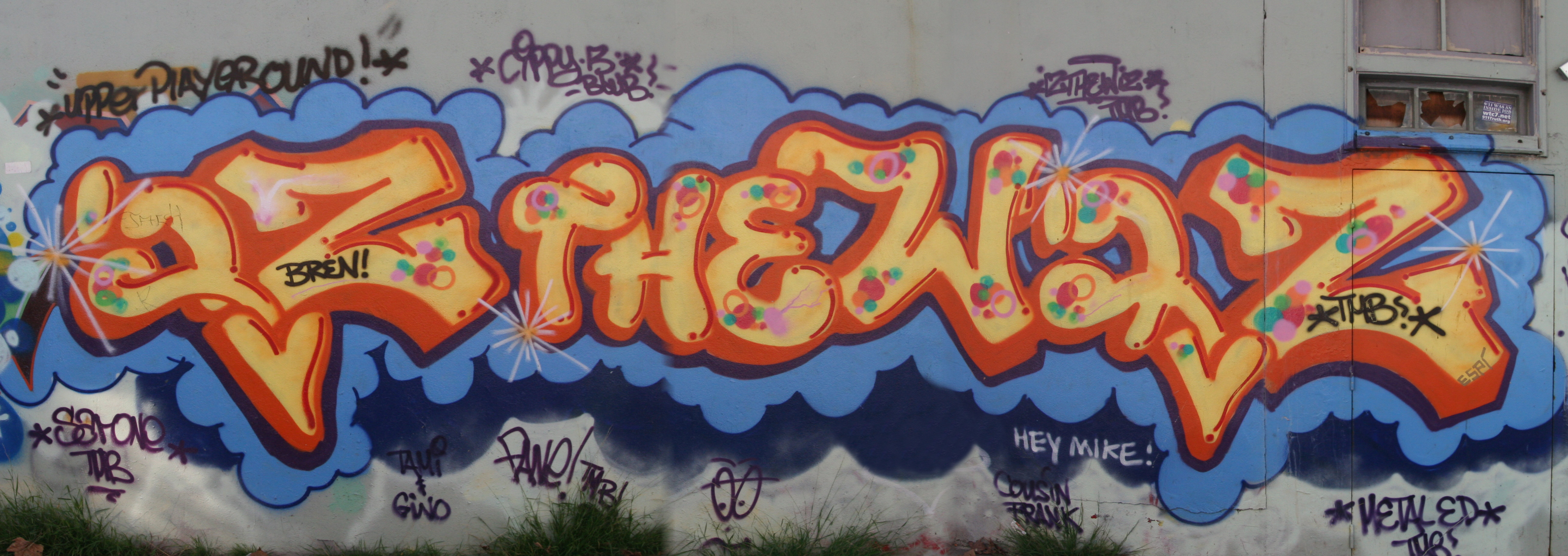
Gaffiti van Iz the Wiz

Michael "Iz the Wiz" Martin (New York, 30 november 1958 – 18 juni 2009) was een Amerikaans graffitikunstenaar.
Iz was afkomstig van het New Yorkse stadsdeel Queens. Hij begon met graffiti te spuiten in 1972 en werd een der meest invloedrijke graffitikunstenaars ("schrijvers" zoals zij zichzelf noemden) van de stad. Iz bewerkte 100 metrovoertuigen per nacht. Hij was bekend door zijn snelle, eenvoudige tag van twee letters. Iz vertegenwoordigde een nieuwe golf van tekenaars die op roem uit waren en vond een goed evenwicht tussen hoeveelheid en kwaliteit. Zijn stijl was wild, psychedelisch en zeer persoonlijk. Iz was leider van de graffitigroep "the Master Blasters" en van de Queensafdeling van "Prisoners Of Graffiti". Hij tekende ook voor "The Odd Partners", "The Crew" en "The Three Yard Boys". Iz werd ook opgevoerd in de documentaire Style Wars uit 1983.
Als gevolg van het jarenlange gebruik van giftige spuitbussen zonder bescherming had Iz sinds 1986 te kampen met ernstige nierproblemen. Hij stierf in juni 2009 aan hartproblemen bij zijn broer in Florida.